# Anastrophyllum cuspidatum
Anastrophyllum cuspidatum là một loài rêu trong họ Anastrophyllaceae. Loài này được Steph. mô tả khoa học đầu tiên năm 1916.